# 망코 카팍

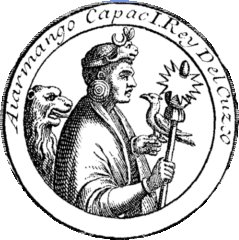
망코 카팍

망코 카팍(스페인어: Manco Cápac)은 잉카 문명을 세운 시조이자 건국자이다. 13세기 초에 쿠스코 지방에 잉카 제국의 기반을 놓았으며, 잉카 신화에도 등장한다. 마마 우쿨루와 결혼하여 자식을 낳았으며, 그 중 한 명이었던 신치 로카가 왕위를 이어받았다. 그가 수많은 전통 구전 설화와 각종 신화에 등장하기는 하지만, 그의 실존 여부는 아직까지도 베일에 싸여있다.

## 일생
망코 카팍은 페루의 탐푸토코 지방에서 태어났다. 이 지방에는 주로 외부인들의 침략과 약탈을 피해 도망쳐온 사람들이 살고 있었으며, 망코 카팍의 가족도 그들 중 하나였다. 그의 아버지의 이름은 아푸 탐보였고, 그가 이끌던 망코 카팍의 부족은 유목민이었다.

### 쿠스코의 설립
그의 아버지가 죽은 이후, 망코 카팍은 그의 뒤를 이어 몇 십개의 가구들을 거느린 유목민 부족의 족장이 된다. 그는 유목 부족을 이끌고 현재 쿠스코가 있는 위치로 이동하였고, 그 곳에서 살던 3개의 소규모 부족들을 정복한 후, 두 개의 개천 사이의 습지대에 정착하였다. 이 곳은 현재 쿠스코의 중앙 광장이 위치한 곳이다. 그는 이 도시를 4개의 구역, 쿰비칸챠, 퀸티칸챠, 사이레칸챠, 야렘비칸챠로 나누었다.
망코 카팍의 부족은 당시 힘이 강성하지 못하여 쿠스코 계곡의 일부만 겨우 지배할 수 있었고, 계곡의 나머지 부분에는 훨씬 더 강성하고 인구도 많은 부족들이 거주하고 있었기 때문에 망코 카팍과 그의 부족민들은 종종 외부의 침략에 시달렸다. 망코 카팍과 그의 아들 신치 로카는 그들로부터 부락을 보호해야만 했다.

### 죽음
망코 카팍은 신치 로카를 후계자로 남긴 후 자연사했다. 그의 시체는 미라화되어 파차쿠티 황제 시대까지 쿠스코의 지하 사원에 안치되었으며, 파차쿠티 황제가 그의 미라를 티티카카 호수 가운데에 있는 사원으로 옮겨 안치했다. 대신 쿠스코에는 그의 영광을 기리는 황금 상을 세웠다.

## 전설
망코 카팍은 잉카 제국의 탄생과 관련된 2개의 전설에 등장한다. 2개의 전설 모두 그가 처음으로 쿠스코의 기반을 세웠으며 그의 아내가 마마 우쿨루라고 말한다는 점에서는 공통점이 있다.

### 아르야 형제들의 전설
이 전설에 따르면, 망코 카팍은 쿠스코 남쪽에 있는 한 신성한 동굴에서 그의 형제 3명, 누이 4명과 함께 세상 밖으로 나왔다고 한다. 그들은 신의 지혜와 힘을 가졌으며, 아름다운 모습을 지니고 있었다. 그들은 세계를 여행하며 마을과 부락들을 정복, 지배했고 결국 그 원정이 쿠스코 계곡에 이르러 완성되었다는 것이다. 이 설화에서는 망코 카팍이 그의 아버지에게 받은 황금 지팡이를 지니고 있었다고도 한다. 이 전설에도 수많은 기록들이 각각 존재하는데, 몇몇 기록에서는 망코 카팍이 그의 형제이자 경쟁자였던 3명을 돌로 만들거나 가두어 버린후, 그의 누이 중 한 명이었던 마마 오쿨루와 결혼했다고 한다.

### 망추 카팍과 마마 오쿨루의 전설
￼이 두 번째 전설에서는 망코 카팍이 태양신 인티의 아들이자 달의 여신의 장손이라고 말한다. 망코 카팍은 세상에 내려와 사람들에게 태양과 불의 화신으로 숭배받았다고 한다. 전해지는 바에 따르면 태양신이 직접 망코 카팍에게 명을 내려 신의 힘을 가지고 지상으로 강림하게 했다고 한다. 또한 그는 망코를 보낼 때 그와 함께 순금 지팡이를 주어 보냈다고 하는데, 그 지팡이가 스스로 땅에 박히는 곳에 정착하여 태양신을 기리는 신전을 세우라고 명령했다고도 한다. 그 지팡이는 바로 현재의 쿠스코의 자리에 꽃혔고, 결국 망코 카팍이 그 자리에 새로운 문명의 터전을 닦았다는 것이다. 
다만 이 전설을 기록한 잉카 문명 자체의 기록이 전무하고, 1609년에 들어서야 겨우 서양인들이 쓴 책에 이 내용이 들어있는 것을 보아, 이 전설이 실제로 잉카 사람들 사이에서 전해져 내려온 것인지는 알 수 없다.

## 같이 보기
- 잉카 문명
- 사파 잉카